# Sammlung der Deutschen Abhandlungen Welche in der Königliche n Akademie der Wissenscaften zu Berlin Vorgelesen Wurde
Sammlung der Deutschen Abhandlungen Welche in der Königliche n Akademie der Wissenscaften zu Berlin Vorgelesen Wurde (abreviado Samml. Deutsch. Abh. Königl. Akad. Wiss. Berlin.) fue una revista con ilustraciones y descripciones botánicas que fue editada en Alemania. Se publicaron 6 números en los años 1793 - 1806. Fue reemplazada por Abhandlungen der Königlichen Akademie der Wissenschaften in Berlin.